# Joana Angélica
Joana Angélica de Jesus, batizada Joanna Angélica de Jesus (Salvador, 12 de dezembro de 1761 — Salvador, 19 de fevereiro de 1822) foi uma religiosa concepcionista baiana, pertencente à Ordem das Reformadas de Nossa Senhora da Conceição e mártir da Independência brasileira.
Segundo afirmava, em vida, o médium Divaldo Pereira Franco, Joana Angélica seria a última encarnação de seu espírito mentor, Joana de Ângelis.
Nascida durante o período colonial, morreu aos 60 anos atingida por um golpe de baioneta quando resistia à invasão pelas tropas portuguesas ao Convento da Lapa, em Salvador. Tornou-se assim, a primeira heroína da independência do Brasil.
A freira ficou conhecida como a autora da famosa frase: “Para trás, bandidos! Respeitai a casa de Deus! Só entrarão passando por cima do meu cadáver!”. No entanto, uma extensa pesquisa de documentos referentes a vida de Joana Angélica não encontrou nenhuma evidência de que a frase tenha sido de fato proferida pela Sóror.
Conhecida principalmente pelo ato de bravura final de sua vida, Joana Angélica tem hoje sua imagem reconstruída por historiadores que pontuam sua importância também como mártir da fé.
Era filha de José Tavares de Almeida e Catarina Maria da Silva. Foi batizada na Freguesia da Santa Sé, em Salvador. Seu pai nasceu no Vale de Cambra, batizado na igreja de São Pedro de Castelões em 5 de setembro de 1728, filho de João Tavares de Oliveira e Maria de Almeida. Foi capitão do exército português e, enviado para a Bahia, casou-se com a soteropolitana Catarina Maria da Silva, na Igreja de Nossa Senhora da Piedade dos Frades Capuchinhos, em 30 de janeiro de 1758, filha de Veríssimo da Silva Pereira e de Luísa da Silva Costa. O irmão de Joana Angélica, Domingos Tavares da Silva e Almeida, também serviu a Portugal, tendo ingressado como soldado em 1774, ordenado alferes no Rio de Janeiro, e galgado até o posto de capitão em 1788. Diz-se terem sido uma família rica da capital baiana.

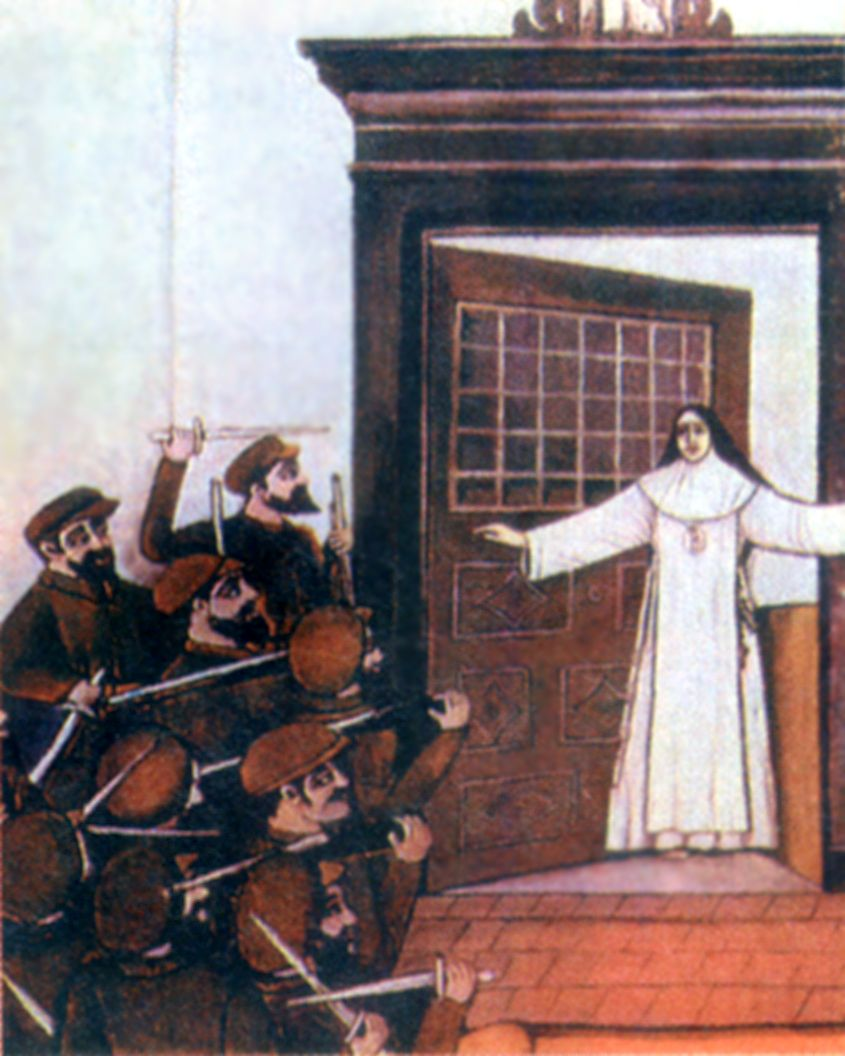
Martírio de Sóror Angélica.

## A vida no Convento da Lapa
Tinha 20 anos, quando foi aceita, em caráter de exceção, para o noviciado no Convento de Nossa Senhora da Conceição da Lapa em 1782. A profissão da fé foi feita em 18 de maio de 1783, quando ingressou como irmã da Ordem das Religiosas Reformadas de Nossa Senhora da Conceição e passou a se chamar Joana Angélica de Jesus. Permaneceu reclusa ali durante 20 anos, e foi escrivã, mestra de noviças, conselheira, vigária e, finalmente, abadessa.
Entre fevereiro de 1792 e 1801 foi escrivã do convento. Já no ano de 1812 assumiu a função de vigária, que exerceu por dois anos.  A direção do convento lhe foi concedida em 1815 quando foi escolhida abadessa, função que desempenhou até 1817. Voltou à posição de abadessa em 1821, até o dia de sua trágica morte defendendo o convento.
Toda a Cidade da Bahia apontava para o Mosteiro da Lapa, como o asilo das virgens sem nodoa, e falava com orgulho de sua madre abadessa. (Norberto, 1862 apud. Souza, 1972)
Apesar de circular a ideia de que era carmelitana, documentos encontrados no Convento da Lapa afirmam que ela pertencia a ordem das irmãs Franciscanas. Consta, equivocadamente, no livro O Brasil Religioso, escrito pelo Pe. Fernando de Macedo que em 1822 as religiosas do Convento da Lapa pertenciam à vertente das Franciscanas Claras (também chamadas Claristas e Clarisas). Entretanto, documentos do próprio convento afirmam que as freiras pertenciam à ordem das Franciscanas Concepcionistas

## Independência do Brasil na Bahia

### Ataque ao convento
Reza a tradição e afirmam todos os documentos da época que, de todos os fatos lutuosos dos tormentosos dias 19 e 20 de fevereiro de 1822, nenhum impressionou mais fundo a alma da Bahia do que o selvagem ataque dos soldados contra o indefeso Convento de Nossa Senhora da Conceição da Lapa, onde morreu nobremente a primeira heroína da epopeia da Independência, Madre Joanna Angélica. (Souza, 1972)
Existem duas versões contraditórias sobre o episódio do ataque ao Convento da Lapa. Para o historiador brasileiro Bernardino José de Souza, a versão portuguesa, patrocinada principalmente pelo historiador português José d'Arriaga, não tem sustentação em documentos. Segundo a história lusitana, agentes do partido reacionário (pró-Independência) havia se escondido no convento e atirado nos soldados de dentro do edifício. Já os historiadores brasileiros afirmam que as tropas portuguesas estavam entrando em diversos edifícios, praticando roubos e até mortes, com o pretexto de que tiros haviam saindo de dentro de determinado local; assim como acontecera com o convento. O jornal Diário da Bahia publicou em sua edição do dia 2 de julho de 1936, uma reportagem completa sobre o ataque ao convento e o martírio da Sóror. Nela consta a descrição da crise política e excessos cometidos pelos soldados lusitanosː
A cidade surpreende-se com a designação de Madeira de Mello para o comando das Armas da Província. Vitoriosos, os comandados de Madeira apossam-se da cidade (…) ódio e vingança. Incêndios e saques. Selvagerias e homicídios. 
Um erro cronológico sobre o acontecimento permeia muitos dos livros que tratam do assunto. É comum encontrar que a data do ataque corresponde ao dia 19 de fevereiro de 1822. No entanto, de acordo com o termo de falecimento da Madre Joana Angélica, o fato ocorreu entre 11 horas e meio-dia de 20 de fevereiro de 1822. Outra concepção equivocada é de que o capelão do convento, Daniel da Silva Lisboa, teria sido assassinado pelos soldados portugueses no mesmo episódio. Mas como prova o atestado de óbito, contido no Livro de óbitos da Freguesia de S. Pedro, ano de 1938, fls. 232, o Padre Daniel Nunes da Silva Lisbôa morreu em 1833.
Sólida construção colonial, ainda hoje existente na capital baiana, o Convento da Lapa compõe-se de uma clausura, cuja principal entrada é guarnecida por um portão de ferro. Um grupo de soldados tentava arrombar o portão enquanto Joana Angélica ordenava às irmãs fugissem pelos fundos. A fim de proteger a clausura e integridade das irmãs, a Sóror se colocou como último obstáculo entre o convento e a tropa lusitana. A porta testemunha do sacrifício da freira segue sendo a mesma atacada pelos soldados até hoje.
Conta a tradição, reproduzida por diversos historiadores, que então exclamou:
| “ | Para trás, bandidos. Respeitem a casa de Deus. Recuai, só penetrareis nesta casa passando por sobre o meu cadáver. | ” |

No entanto, uma extensa pesquisa realizada em inúmeros arquivos pelo país, conduzida pela pesquisadora Antônia da Silva Santos durante dez anos, nenhum documento prova que a Sóror disse isso de fato.
Joana Angélica tornou-se, assim, a primeira mártir da grande luta que continuaria, até a definitiva libertação da Bahia, no ano seguinte, a 2 de julho, data efetiva da independência baiana, data marcante num contexto de rompimentos entre as partes da então América Portuguesa com a Metrópole.

## Processo de beatificação
O Convento da Lapa solicitou, em 2001, a inclusão da pesquisa de documentos comprobatórios do martírio da Madre Joana Angélica, para que se tornasse possível o processo canônico da beatificação da citada freira. A pesquisa, conduzida pela pesquisadora Antônia da Silva Santos, iniciada em Salvador, consultou os seguintes arquivos: Arquivo Público do Estado da Bahia, Mosteiro de São Bento, Convento de Nossa Senhora da Piedade, Instituto Geográfico e Histórico da Bahia, Biblioteca Central do Estado e Arquivo da Cúria Metropolitana.
Insuficiente, a pesquisa seguiu para outras localidades do Brasil. Em São Paulo, a pesquisa se estendeu aos arquivos: Arquivo de Documentação e Iconografia, Museu Paulista, Arquivo do Mosteiro da Luz e Arquivo da Cúria Metropolitana. No Rio de Janeiro visitaram: Biblioteca Nacional, Museu Histórico Nacional e Mosteiro Nossa Senhora da Ajuda. E em Brasília , Biblioteca do Senado, Biblioteca do Ministério da Justiça, Biblioteca Nacional e Arquivo Nacional.
Ainda em busca de material para constituir o processo de candidatura à beatificação a pesquisa foi para Lisboa consultar o Arquivo Nacional da Torre do Tombo e Biblioteca Nacional; e finalmente, a Biblioteca Geral da Universidade de Coimbra.

### Homenagens

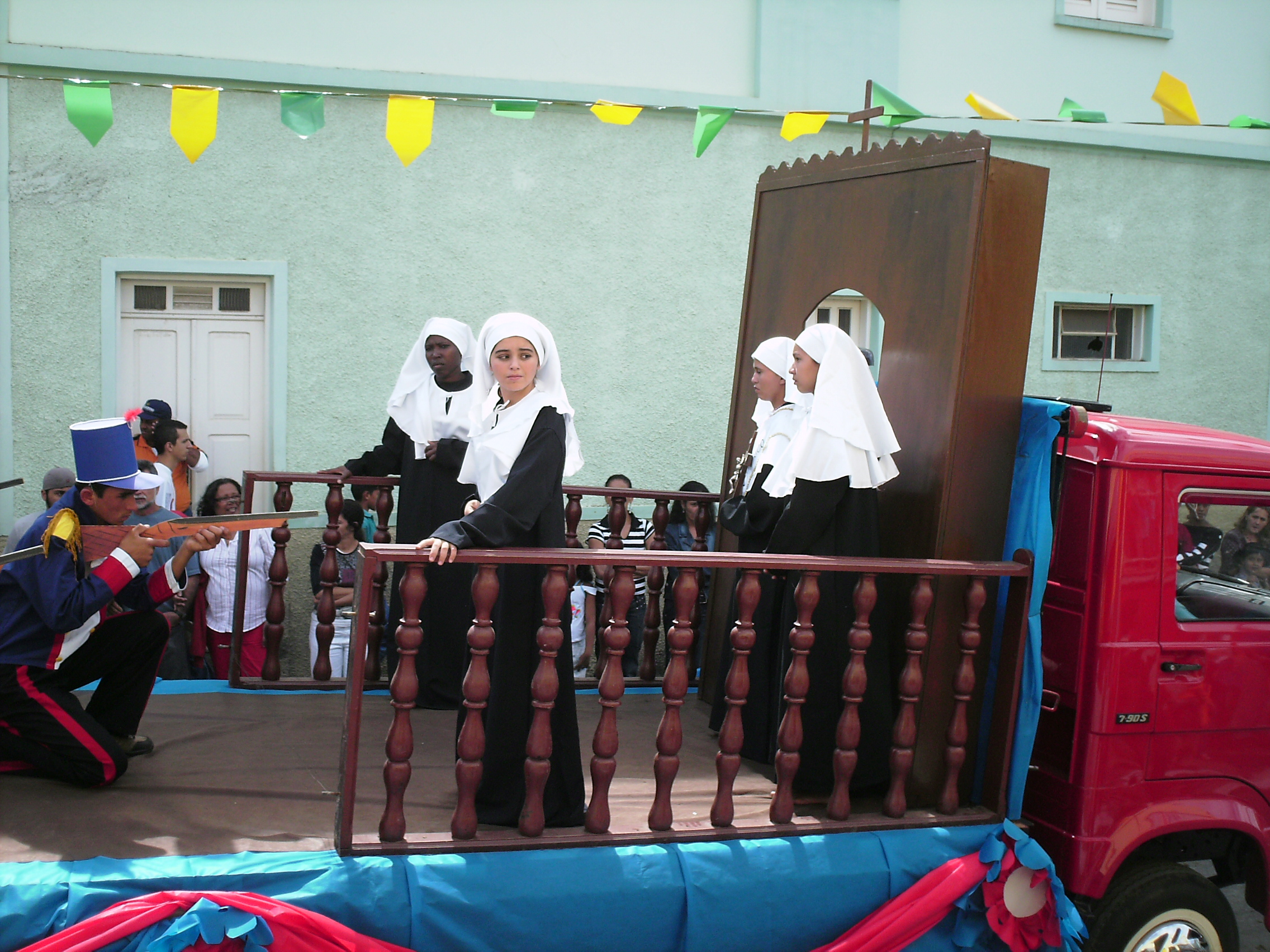
Desfile cívico revive o martírio de Joana Angélica, Caetité-BA, 2 de julho de 2007.

O jornal O Imparcial, publicado na cidade de Salvador em 23 de maio de 1923, trazia na capa uma homenagem à Sóror Joana Angélica. 
Na reunião de ontem do Conselho Municipal, foi aventada uma idea que aliá, merece os aplausos de toda a Bahia, por não quê, revelando o sentimento cívico que caracteriza o nosso povo, homenageia a memoria imperecível daquela que, na reclusão do convento da Lapa, emprestou a melhor de suas forças em prol da liberdade da Bahia. Assim, não é justo que, no próximo 2 de julho, quando celebramos o primeiro centenário da nossa emancipação, deixe de ser relembrado o glorioso sacrifício de soror Joanna Angélica. 
Na mesma assembleia foi apresentado o projeto de lei que nomeava a rua da Lapa onde estava localizado o convento de Avenida Joanna Angélica. A placas seriam colocadas no dia do centenário. Hoje, com a grafia ajustada para Joana Angélica, a rua, localizada na região central da capital baiana, segue homenageando a mártir. Por todo Brasil ruas e avenidas carregam o nome da mártir, como a avenida Joana Angélica em Ipanema, no Rio de Janeiro.
Em 2 de julho de 1936, o Diário da Bahia também publicou uma homenagem ao martírio de Joana Angélica, ocupando uma página inteira da edição. Denominada "Soror Joanna Angélica - A primeira mártir da Independência ", a reportagem reconta a história do ataque ao convento e dá detalhes sobre a vida da freira
Em 20 de fevereiro de 1922 o Instituto Geográfico e Histórico da Bahia comemorou o primeiro Centenário do martírio da Madre Joanna Angelica de Jesus.
Em 26 de julho de 2018 foi declarada Heroína da Pátria Brasileira pela Lei Federal nº 13.697, tendo seu nome inscrito no "Livro dos Heróis e Heroínas da Pátria", que se encontra no "Panteão da Pátria e da Liberdade Tancredo Neves", situado em Brasília, Distrito Federal.

## Galeria

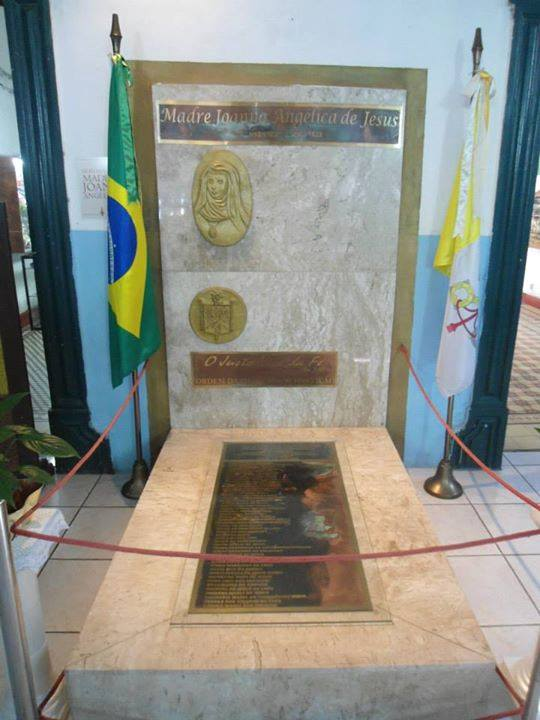
Mausoléu da Madre Joana Angélica de Jesus, mártir
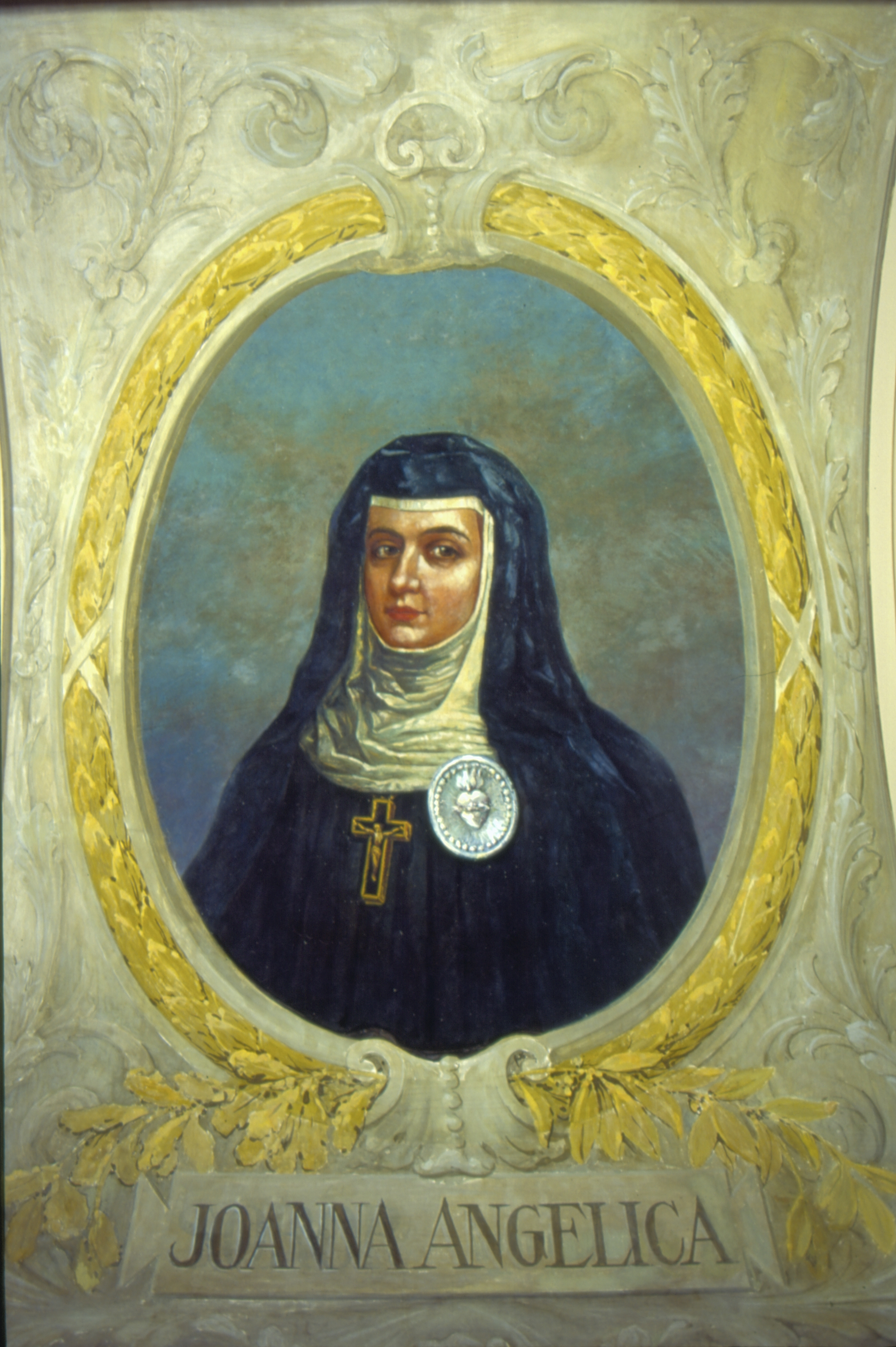
Em quadro de Domenico Failutti